# Pongo hooijeri
Pongo hooijeri és una espècie prehistòrica d'orangutan que visqué durant el Plistocè en allò que avui en dia és el Vietnam.